# Theodor von Boetticher
Karl Johann Theodor von Boetticher, auch Theodor Boetticher, (* 28. September 1819 in Mitau; † 22. Oktober 1901 in Sassenhof bei Riga) war ein deutschbaltischer Publizist, Jurist und Staatsrat in Livland.

## Leben
Theodor von Boetticher wurde als Sohn des Hofgerichtsadvokaten Philipp Gustav von Boetticher (1775–1829) und Helene, geborene von Reichard, (1796–1876) geboren. Ein Onkel von ihm war Gustav von Boetticher und entstammt der kurländische Linie der Adelsfamilie von Boetticher.
Theodor von Boetticher besuchte in Mitau die Döllensche Schule und erhielt nebenbei Privatunterricht. Nach Abschluss der Schulausbildung begann Theodor von Boetticher 1837 ein Studium der Philosophie an der Kaiserlichen Universität Dorpat. Im folgenden Jahr wechselte er an die juristische Fakultät. Das Studium der Rechtswissenschaften schloss er 1841 erfolgreich ab und war daraufhin bis 1843 als Candidat der juristischen Wissenschaften in Königsberg tätig. Während dieser Zeit bereiste er, ebenfalls zu Studienzwecken, Deutschland.
Im Anschluss daran schlug Theodor von Boetticher eine juristische Laufbahn ein. So war er von 1843 bis 1848 Sekretär des Kurländischen Oberhofgerichtes in Mitau. Von hier aus wechselte er 1848 als Sekretär in die Kanzlei des kurländischen General Gouverneurs in Riga. Sein weiterer Berufsaufstieg setzte sich dann 1853 als Rat des Livländischen Hofgerichtes und späterer Staatsrat fort.
Neben dieser Beschäftigung engagierte sich Theodor Boetticher für die regionalen Belange in Livland. Vor allem vertrat er liberale Forderungen im Bereich des Landbesitzes und forderte die Freigabe des uralten Güterbesitzrechtes. So war er gemeinsam u. a. mit Alexander von Faltin, mit welchem er in der Folge auch gemeinsam veröffentlichte, an der Gründung der Baltischen Monatsschrift beteiligt, deren Redakteur er von 1859 bis 1865 war. Er selbst veröffentlichte mehrere Artikel über regionale Themen wie: „Ein Doppelgiftmord in Livland“ (Heft 63), „Aus der provinziellen Criminalitätspraxis“ (Heft 64), „Der Pfandbesitz in Livland“ (Heft 64) und andere mehr. Kritisch setzte er sich 1861 mit der Absicht des russischen Staates auseinander, die Ostseeprovinzen zu verkaufen. Er setzte sich auch für den freien Landbesitz ein und kritisierte das alleinige Güterbesitzrecht der Livländer Ritterschaft scharf.
Theodor von Boetticher heiratete 1845 Agnes Marie, geb. von Wilpert (* 1818), eine Tochter des Generalsuperintendenten Carl Ludwig Wilpert. Sie starb schon 1849. In zweiter Ehe war er dann von 1851 bis 1881 mit einer entfernten Verwandten, Elise von Boetticher († 1881), verheiratet.
Aus gesundheitlichen Gründen musste er 1865 alle Ämter und auch die Position des Redakteurs niederlegen. Theodor von Boetticher verstarb am 22. Oktober 1901 in Sassendorf bei Riga.